# Hits, Rarities and Remixes
Albums de A Tribe Called Quest
The Anthology
(1999) The Lost Tribes
(2006)
Hits, Rarities and Remixes est une compilation du groupe A Tribe Called Quest, sortie le 17 juin 2003.
L'album s'est classé 51e au Top R&B/Hip-Hop Albums et 190e au Billboard 200 et comprend des remixes, des titres inédits ainsi que des morceaux extraits de musiques de films.

## Liste des titres
| No  | Titre                                          | Album                                                                 | Durée |
| --- | ---------------------------------------------- | --------------------------------------------------------------------- | ----- |
| 1.  | Oh My God (Remix)                              | Titre inédit                                                          | 4:00  |
| 2.  | Award Tour                                     | Midnight Marauders                                                    | 3:27  |
| 3.  | Can I Kick It?                                 | People's Instinctive Travels and the Paths of Rhythm                  | 4:26  |
| 4.  | One, Two, Shit (featuring Busta Rhymes)        | The Love Movement                                                     | 4:32  |
| 5.  | Electric Relaxation                            | Midnight Marauders                                                    | 3:44  |
| 6.  | Mr. Incognito                                  | Titre inédit                                                          | 3:49  |
| 7.  | I Left My Wallet in El Segundo                 | People's Instinctive Travels and the Paths of Rhythm                  | 4:05  |
| 8.  | Check the Rhime                                | The Low End Theory                                                    | 3:36  |
| 9.  | Lyrics to Go (Tumblin Dice Remix)              | Midnight Marauders                                                    | 3:49  |
| 10. | Scenario (featuring Leaders of the New School) | Titre inédit                                                          | 4:10  |
| 11. | Same Ol' Thing                                 | Men in Black: The Album (bande originale de Men in Black)             | 4:23  |
| 12. | Buggin' Out                                    | The Low End Theory                                                    | 3:37  |
| 13. | Bonita Applebum                                | People's Instinctive Travels and the Paths of Rhythm                  | 3:35  |
| 14. | Jazz (We've Got)                               | The Low End Theory                                                    | 4:10  |
| 15. | Glamour and Glitz                              | The Show: The Soundtrack (bande originale de The Show)                | 3:38  |
| 16. | Clap Your Hands                                | Midnight Marauders                                                    | 3:32  |
| 17. | The Night He Got Caught                        | Titre inédit                                                          | 3:10  |
| 18. | Peace, Prosperity and Paper                    | High School High: The Soundtrack (bande originale de Prof et rebelle) | 3:59  |